# فؤاد أبو ناضر
فؤادأبو ناضر (27 يوليو 1956 -) هو سياسي لبناني والقائد الأسبق للقوات اللبنانية.

## حياته ونشأته
ولد فؤاد أبو ناضر في حزيران 1956 في الأشرفية لأنطوان أبو ناضر وكلود بيار الجميّل. توزعت دراسته بين الجمهور والمون لا سال. أما تخصصه الجامعي، فأنجزه في الجامعة الأميركية أولاً واليسوعية لاحقًا، متخصصًا في الطب.

## مسيرته[2][3]
انتسب إلى حزب الكتائب في أوائل السبعينيات شارك في صفوفه، عابرًا معه مختلف المحطات التي عاشها لبنان في الربع الأخير من القرن العشرين. من عنصر ناشط في الفرقة الكتائبية الخاصة ب.ج.، إلى مسؤول عن الشعبة الثالثة في القوات اللبنانية، فرئيس للأركان فيها عام 1983 فقائد للقوات اللبنانية من العام 1984 حتى حزيران 1985، تدرّج في المسؤوليات ، قابَلَهُ استهدافٌ مباشرٌ لسلامته الشخصية، من خلال إصابته أكثر من مرّة، أخطرها كان في الأعوام 1975 و1976 و1983 و1984 و1986 وفي الأخيرة تعرّض لمحاولة اغتيال كادت أن تودي بحياته.
شهد العام 1974، مواجهته العسكرية الأولى مع الفلسطينيين.
منذ العام 1975، تاريخ اندلاع الحرب في لبنان، عايش أبو ناضر الأحداث لحظة بلحظة، معاينًا انهيار الكيان اللبناني على خط تماس الحرب الباردة.
مع تأسيس القوات اللبنانية عام 1980، كان أحد أبرز أركانها. ساهم في كودرتها وتنظيمها وتفعيل دورها، وخاض معها أشرس المعارك على مختلف الجبهات.
وبعد مقتل بشير الجميل، مرّت القوات اللبنانية في مرحلة حرجة، على امتداد سنتين، رافقها انهيار وخسائر على مستوى الميليشيات المسيحية في الجبل، بلغ ذروته مع المجازر المنظمة وعمليات التهجير المبرمجة من قبل الميليشيات المسيحية والنظام السوري. فكان شبه إجماع على اختيار فؤاد أبو ناضر لقيادة القوات اللبنانية، يعمل بحكمته وخبرته على وقف هذا الانحدار ومعالجة الأوضاع المتردية.
جرت انتخابات جديدة في أواخر العام 1984، أوصلت فؤاد أبو ناضر إلى موقع القيادة.
في عهده، بذل الجهد الكبير لإبعاد شبح التهجير عن مناطق تواجد المسيحيين وقد نجح في عمله من خلال استخدام اسلوبه الذي امتاز به في الفتك والضرب بيد من حديد، إذ أخرج مناطق الدامور والشحار الغربي وإقليم الخروب من دائرة الخطر رغم الانسحاب الإسرائيلي منها
.
لكن تصارع رفاق السلاح والدرب، من أجل الهيمنة على قرار القوات اللبنانية ومقدراتها، أفشل خططه الطموحه على الصعيد الشخصي والتنظيمي. وإذا بالانتفاضة الأولى الشهيرة عام 1985 -والتي لم يستطع أبو ناضر أن يقمعها- تُطوّقه وتُخرج القرار السياسي والقيادي من يده وتضعه في قبضة هيئة تنفيذية انبثقت عن قيادة الانتفاضة وتشكلت من أركانها البارزين وهم إيلي حبيقة وسمير جعجع وكريم بقرادوني وسواهم..
أما أبو ناضر فلم يسلّم المجلس الحربي، إلا في نهاية عهده، وذلك في حزيران 1985، مترئسًا الهيئة التي أُطْلِقَ عليها اسم استشارية.
عام 1986، انضم إلى عضوية المكتب السياسي في حزب الكتائب، وتسلّم مجلس الأقاليم، وبقي في موقعه حتى العام 1990.
بعد توقيع اتفاق الطائف، انفصل أبو ناضر عن قيادة حزب الكتائب وانضم إلى صفوف المعارضة الكتائبية وفر خارج لبنان، وقد اتهم من قبل النيابة اللبنانية وحوكم غيابيا في تهم قتل واغتيال سياسي .

## الحياة الشخصية
متأهل من ساندره غصن ولهما أربعة أولاد: أنطوني وجورج وماريا وبول.